# فرایسنهاگن
فرایسنهاگن (به آلمانی: Friesenhagen) یک شهر در آلمان است که در راینلاند-فالتس واقع شده‌است.

## خصوصیات
فرایسنهاگن ۱٬۶۸۲ نفر جمعیت دارد.